# Vomeromaxilláris varrat

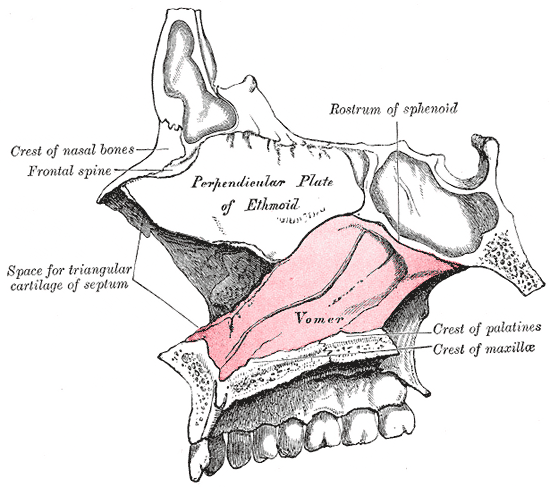
Egy koponya részlet (a piros jelöli az ekecsontot és az alatta lévő fehér a felső állcsontot)

A vomeromaxilláris varrat (sutura vomeromaxillaris) egy varrat az ember koponyáján (cranium). Az ekecsont (vomer) és a felső állcsont (maxilla) között található.